# Hervé Torchet
Compléments
Site internet : la perenne
Hervé Torchet, né le 3 novembre 1964, est un historien médiéviste et paléographe français, spécialisé dans la publication de documents-sources et d'ouvrages sur l'histoire de la Bretagne au Moyen Âge et sous la Renaissance.

## Biographie

### Travaux de recherche
Hervé Patrick Henri Torchet est un historien spécialisé dans l'étude des documents médiévaux et de la Renaissance en Basse-Bretagne. Il a déchiffré environ 45 000 documents écrits entre le XIIIe siècle et le XVe siècle.
Souhaitant publier le résultat de ses recherches et à la suite d'un refus des éditeurs d'imprimer ses ouvrages qu'ils jugeaient d'un intérêt commercial limité, Hervé Torchet fonde en 2000 sa propre maison d'éditions, dénommée les éditions de la Pérenne.

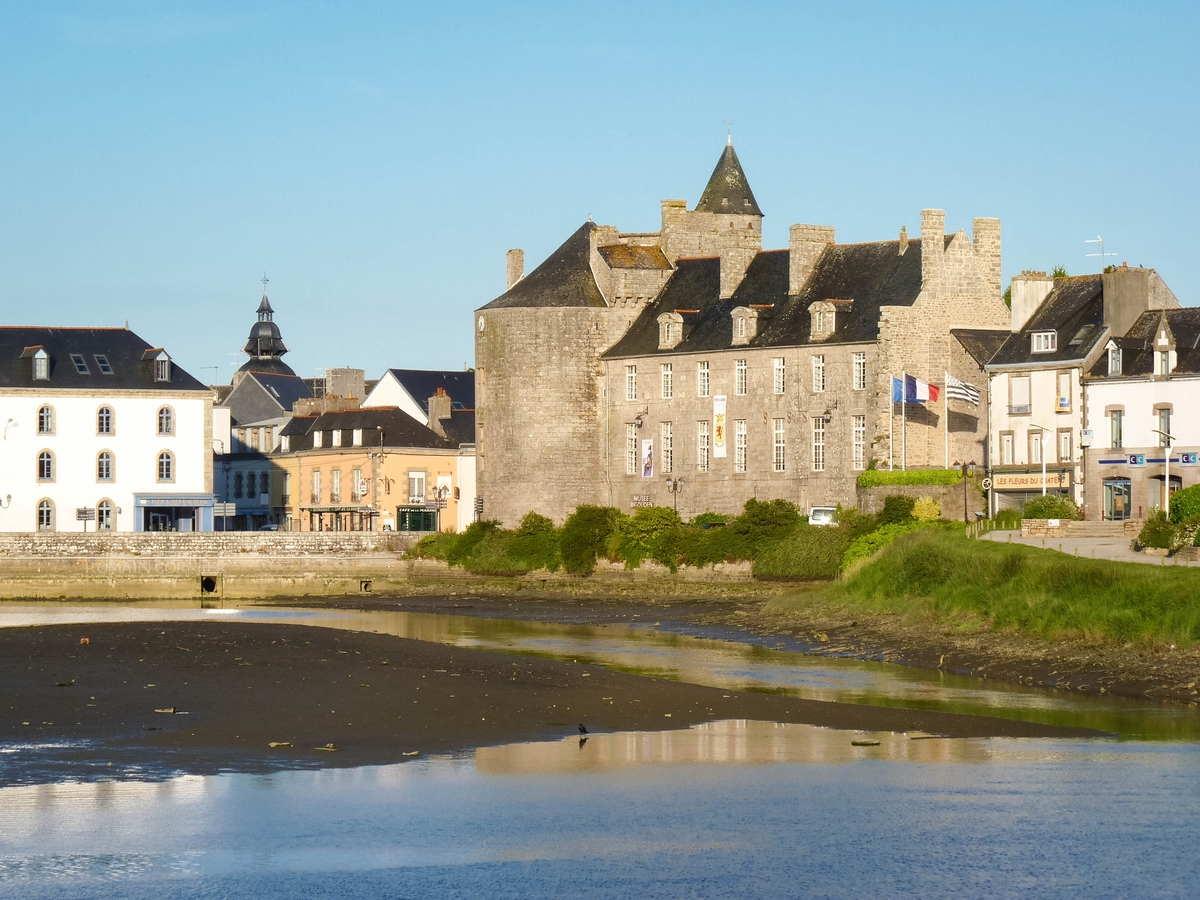
Pont-L'abbé (Château)

Depuis 2001, il publie régulièrement, par diocèse, le premier recensement réalisé en Bretagne, et le plus vaste conservé en Europe de cette époque, nommé « Réformation des Fouages de 1426 », bien documenté sur l'histoire de la Bretagne en ce début de XVe siècle, notamment sur les plans démographique, économique et militaire, et conservé aux archives départementales de la Loire-Atlantique. Les fouages étaient, en Bretagne durant l'Ancien Régime, un impôt provincial. La mise en place de cet impôt entraînait un travail de recherche et de statistique complet effectué par les fonctionnaires royaux.
Parallèlement à ses travaux de recherches, il publie des ouvrages historiques sur la seigneurie de Pont-l'Abbé à travers ses différentes paroisses.

### Opinions politiques
En 2019, il s'installe à Quimper (Finistère). Il intègre la liste d'Isabelle Le Bal, baptisée Vent d'Ouest (et proche du MoDem), en vue des municipales de 2020 et qui ne recueillera que 5,9% des voix au premier tour lors de ce scrutin.

## Publications

### Ouvrages
- Hervé Torchet et Yann Torchet (préf. Jean Kerhervé), Réformation des Fouages de 1426 : Diocèse ou évêché de Cornouaille, Éditions de la Pérenne, 2001, 280 p. (ISBN 978-2914810005)
- Hervé Torchet (préf. Michel Pastoureau), Réformation des Fouages de 1426 : diocèse de Tréguier, Éditions de la Pérenne, 2003
- Hervé Torchet (préf. Patrick Poivre d'Arvor), Réformation des Fouages de 1426 : diocèse de Saint-Malo, Éditions de la Pérenne, 2005, introduction de Michel Nassiet
- Hervé Torchet (préf. Albert Deshayes), Réformation des Fouages de 1426 : diocèse de Léon, Éditions de la Pérenne, 2009
- Hervé Torchet (préf. Michael Jones), Réformation des Fouages de 1426 : diocèse de Saint-Brieuc, Éditions de la Pérenne, 2016

### Autres archives publiées
- Réformer l'Ancien Régime au bout de la Bretagne, Lettres adressées au dernier baron de Pont-l'Abbé par son régisseur au Pont et son mandataire à Quimper - Tome I - juin 1783 / février 1788 ; - Tome II - mars 1788 / avril 1792, 2006.
- Histoire de la Bretaigne de Bertrand d'Argentré (édition de 1582), 2007.
- Montre générale de 1481 : Cornouaille, Paris, Éditions de la Pérenne, 2012, 195 p. (ISBN 978-2914810074) Texte établi par Hervé Torchet, notices biographiques et généalogiques par Hervé Torchet
- 1636 - L'arrière-ban - Les manoirs et leurs propriétaires Sénéchaussée de Quimper, 2018.
- Histoire généalogique de la Bretagne de Guy Autret de Missirien, 2019[6] .

### La Seigneurie de Pont-l'Abbé
- Combrit Sainte-Marine, l'Île-Tudy et Lambour au Moyen-Âge, 2013.
- Tréméoc et Combrit au Moyen Âge, 2014.
- Loctudy au Moyen-Âge, 2017.
- Penmarc'h au Moyen Âge, 2018.
- Plomeur (et Le Guilvinec) au Moyen Âge, 2018.
- Plonéour et Lanvern au Moyen Âge, 2019.
- La Seigneurie de Pont-l'Abbé, 2019.
- Pont-l'Abbé, ville de Maîtres, 2020

### Autres ouvrages historiques
- Missirien La double vie littéraire de Guy Autret, biographie. Les Éditions de La Pérenne 2014.  (ISBN 978-2914810098)
- Combrit Sainte-Marine, l'Île-Tudy et Lambour de 1500 à 1600. Les Éditions de La Pérenne 2015.

### Collaboration littéraire
Hervé Torchet a, en outre, fait publier un texte de Jean Chauvel, diplomate et poète français originaire du Finistère, collaborateur d'Aléxis Léger (alias Saint-John Perse), lequel évoque ses débuts de carrière diplomatique en compagnie du futur prix Nobel de littérature. Ce texte a été publié par la Revue des Deux Mondes.

### Romans
- Déconnecté, numeriklivres, 2011.
- D'après une histoire vraie : le fils de la maîtresse de Pétain, numeriklivres, 2014[8].